# إيغور ألكسندر
إيغور ألكسندر (بالإنجليزية: Igor Aleksander) هو باحث في مجال الذكاء الاصطناعي وعالم حاسوب بريطاني، ولد في 26 يناير 1937 في زغرب في كرواتيا.